# Sally's Elopement
Sally's Elopement è un cortometraggio muto del 1914 sceneggiato e diretto da Harry A. Pollard. Il regista appare anche tra gli interpreti insieme alla moglie Margarita Fischer, Adelaide Bronti, Fred Gamble, Kathie Fischer, Joe Harris.

## Produzione
Il film fu prodotto dall'American Film Manufacturing Company (come Beauty).

## Distribuzione
Distribuito dalla Mutual, il film - un cortometraggio in una bobina - uscì nelle sale cinematografiche degli Stati Uniti il 4 febbraio 1914.